# Кила-Абдулла
Кила-Абдулла (урду ضلع قلعہ عبداللہ‎, англ. Killa Abdullah District, пушту د عبدالله کلا ولسوالۍ‎) — один из 30 округов пакистанской провинции Белуджистан. Название происходит от сардара Абдуллы Хана Ачакзая, участника Англо-афганской войны 19-го века.

## Административно-территориальное деление
Округ делится на четыре техсила: Чаман, Гулистан, Добанди и Кила-Абдулла.

## Транспорт
Через территорию округа идёт Ходжакский проход издревле соединявший Центральную Азию с Индией. В 1891 году открыт железнодорожный Ходжакский тоннель.